# Stegoelmis ennsi
Stegoelmis ennsi is een keversoort uit de familie beekkevers (Elmidae). De wetenschappelijke naam van de soort werd in 1990 gepubliceerd door Spangler.